# Шопоња
Шопоња (мађ. Soponya) је град у Мађарској. Шопоња се налази у оквиру жупаније Фејер.

## Географски положај
Шопоња се налази на око 25 километара јужно од Секешфехервара, на западној страни реке Шарвиз. Околна насеља су: Аба, Калоз, Чес, Тац (Горсиум) и Кишланг.
Кроз центар насеља пролази пут 6307 између Шарегреш-Сабадбатјан, са Кишлангом је повезан путем 6331, а пут 6301 додирује рубни део насеља који се зове Тарнока.

## Историјат
Први познати документарни помен Шопоње датира из 1192. године. Током векова, насеље је било власништво краљева, краљица и племића, а Шопоња и Нађланг су дуго времена сматрани за два одвојена насеља. Током турског потчињавања, опстанак људи који су живели на том подручју често су обезбеђивале мочваре Шарвиза, где је становништво бежало у случају опасности. Године 1650. Иштван Зичи је добио ову област у власништво, чији је центар у то време био Нађланг. Међутим, након повлачења Турака, становници Нађланга су се све више дистанцирали ка подручју данашње Шопоње, па је значај некадашњег насеља постепено опадао. Два села су коначно уједињена 1936. године.

### Градоначелници
| Период     | Градоначелник | Партија    |
| ---------- | ------------- | ---------- |
| 1990–1994  | Ђула Улц      | МДФ-СДС    |
| 1994–1998  | Ђула Улц      | независтан |
| 1998–2002  | Ђула Улц      | независтан |
| 2002–2006  | Ласло Холоши  | независтан |
| 2006–2010  | Ласло Холоши  | независтан |
| 2010–2014  | Јожеф Бендек  | независтан |
| 2014–2019  | Јожеф Бендек  | независтан |
| 2019-данас | Норберт Сич   | независтан |

## Демографија
Током пописа из 2011. године, 87,2% становника изјаснило се као Мађари, 0,3% Немци и 0,2% Румуни (12,8% се није изјаснило, због двојног идентитета, укупан број може бити већи од 100%).
Верска дистрибуција је била следећа: римокатолици 45,4%, реформисани 22%, лутерани 0,2%, гркокатолици 0,1%, неденоминациони 10,6% (21,2% се није изјаснило).